# جرذ كنغري كاليفورني
جرذ كنغري كاليفورني (الاسم العلمي: Dipodomys californicus) (بالإنجليزية: California Kangaroo Rat)‏ هو نوع من الحيوانات يتبع جنس الجرذ الكنغري من فصيلة الفئران المتغايرة.